# Joaquim Machado de Castro
Joaquim Machado de Castro (Coimbra, 1731- Lisboa, 1822), és un dels escultors portuguesos de major renom. A part de tallar escultures, solia descriure extensament els seus treballs, textos entre els quals cap destacar l'extensa discussió sobre l'estàtua de José I que se situa en la Praça do Comércio lisboeta, titulada Descripção analytica da execucão da estatua equestre (descripció analítica de l'execució de l'estàtua eqüestre), Lisboa 1810.

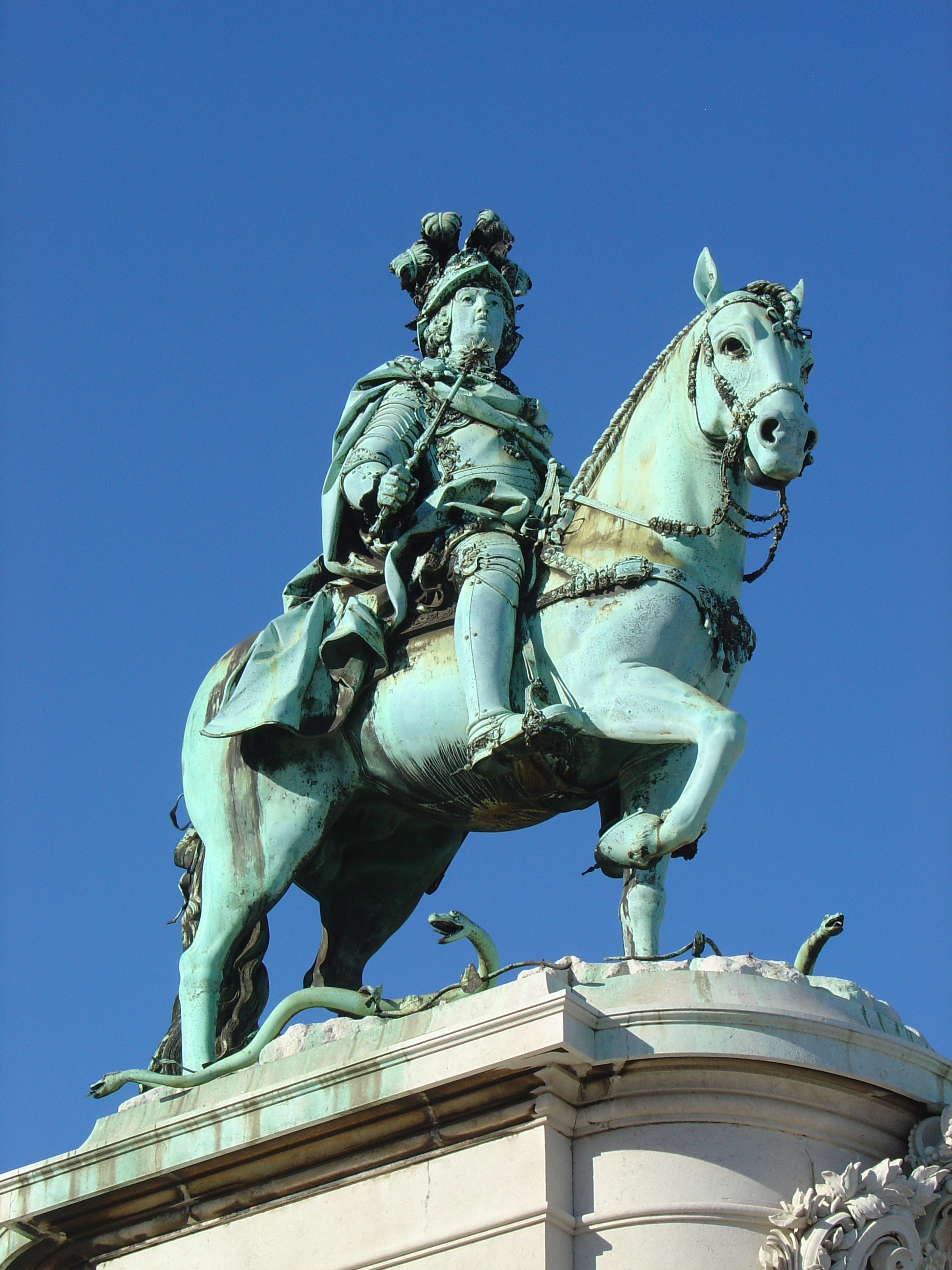
Estàtua del rei Josep I en la Praça do Comércio de Lisboa.

Machado de Castro va ser un dels escultors amb major influència en Europa en el segle xix i principis del segle xx. La Descripço consisteix en la descripció feta per l'artista de l'estil i l'execució del seu millor treball, l'estàtua eqüestre de Josep I que es va tallar en 1775 com a part de la reconstrucció de la ciutat de Lisboa seguint el pla del Marquès de Pombal després del terratrèmol de Lisboa. Les parts de la construcció estan detallades i il·lustrades, incloent vistes de l'estàtua i dels seus components des de diferents vistes. En la introducció de la seua obra Machado de Castro comenta algunes estàtues eqüestres situades en places europees.